# 야자와 아이
야자와 아이(일본어: 矢沢 あい, 1967년 3월 7일 ~ )는 일본의 여성 만화가이다. 효고현 출신이며 1985년 《그 해 여름》으로 데뷔하였고 1999년 《NANA》를 연재하였다. 주요 작품으로는 《하현의 달》, 《파라다이스 키스》, 《NANA》, 《천사가 아니야》, 《내 남자친구 이야기》 등이 있다. 《NANA》의 경우 21권까지 연재하였으며, 중간에 몸 상태가 좋지 않아 휴재한 후 2010년 병원에서 나왔으나 아직 공식적으로 연재 재개를 발표한 바는 없다.